# Primera División Femenina de España 2022-2023
La Primera División Femenina de España 2022-2023, nota anche come finetwork Liga F 2022-2023 per motivi di sponsorizzazione, è stata la 35ª edizione della massima serie del campionato spagnolo. Il campionato è iniziato il 17 settembre 2022 (nonostante l'inizio fosse previsto per il 10 settembre, ma rinviato a causa di uno sciopero degli arbitri) e si è concluso il 21 maggio 2023. È stato organizzato per la prima volta dalla Liga Profesional Femenina de Fútbol (LPFF), costituitasi e approvata dalla commissione direttiva del Consejo Superior de Deportes (CSD).
Il campionato è stato vinto dal Barcellona per l'ottava volta, la quarta consecutiva.

## Stagione

### Novità
Dalla Primera División 2021-2022 vennero retrocessi Eibar e Rayo Vallecano, rispettivamente dopo 2 e 19 stagioni consecutive in massima serie. Dalla Primera Federación vennero promossi il Levante Las Planas, al ritorno in Primera División dopo nove stagioni, e l'Alhama, all'esordio in massima serie.
In questa stagione a ciascuna squadra è stato concesso di avere in squadra massimo nove calciatrice extracomunitarie e massimo sette schierate in campo.

### Formula
Le 16 squadre si sono affrontate in un girone all'italiana con partite di andata e ritorno, per un totale di 30 giornate. La squadra prima classificata è stata dichiarata campione di Spagna, mentre le ultime due classificate sono retrocesse in Primera Federación. Le prime tre classificate sono state ammesse alla UEFA Women's Champions League per la stagione 2023-2024.

### Avvenimenti
La prima giornata di campionato era prevista per il fine settimana del 10-11 settembre 2022, ma l'avvio del torneo è stato rinviato di una settimana a causa dello sciopero degli arbitri della RFEF per avere aumenti salariali. Il 15 settembre successivo venne trovato un accordo tra le parti e lo sciopero venne interrotto.
Il 10 maggio 2023 il recupero della ventiseiesima giornata tra Siviglia e Barcellona si è concluso in parità sull'1-1, determinando un'interruzione del record di 62 vittorie consecutive del Barcellona, che non ha vinto una partita di campionato per la prima volta dalla sconfitta contro l'Atlético Madrid il 1º giugno 2021. Il 21 maggio successivo il Barcellona ha perso per 1-2 contro il Madrid CFF, perdendo in campionato per la prima volta dopo due anni.

## Squadre partecipanti
| Club                | Città               | Stadio                                         | Stagione precedente                           |
| ------------------- | ------------------- | ---------------------------------------------- | --------------------------------------------- |
| Alavés              | Vitoria             | Centro sportivo José Luis Compañón             | 11º posto in Primera División                 |
| Alhama              | Alhama de Murcia    | Complesso sportivo Unbe                        | 1º posto nel girone Sur in Segunda División   |
| Athletic Bilbao     | Bilbao              | Impianti di Lezama                             | 7º posto in Primera División                  |
| Atlético Madrid     | Madrid              | Centro sportivo Wanda Alcalá de Henares        | 4º posto in Primera División                  |
| Barcellona          | Barcellona          | Stadio Johan Cruijff                           | 1º posto in Primera División                  |
| Betis               | Siviglia            | Centro sportivo Luis del Sol                   | 9º posto in Primera División                  |
| Granadilla Tenerife | Granadilla de Abona | Stadio municipale La Palmera                   | 5º posto in Primera División                  |
| Huelva              | Huelva              | Lamiya                                         | 10º posto in Primera División                 |
| Levante             | Valencia            | Centro sportivo di Buñol                       | 6º posto in Primera División                  |
| Levante Badalona    | Sant Joan Despí     | Municipal de Les Planes                        | 1º posto nel girone Norte in Segunda División |
| Madrid CFF          | Madrid              | Stadio Fernando Torres                         | 13º posto in Primera División                 |
| Real Madrid         | Madrid              | Stadio Alfredo Di Stéfano                      | 3º posto in Primera División                  |
| Real Sociedad       | San Sebastián       | Impianti di Zubieta                            | 2º posto in Primera División                  |
| Siviglia            | Siviglia            | Stadio Jesús Navas                             | 8º posto in Primera División                  |
| Valencia            | Valencia            | Centro sportivo di Paterna                     | 14º posto in Primera División                 |
| Villarreal          | Vila-real           | Ciudad Deportiva del Villarreal Club de Fútbol | 12º posto in Primera División                 |

## Classifica finale
|  | Pos. | Squadra             | Pt | G  | V  | N  | P  | GF  | GS | DR   |
|  | ---- | ------------------- | -- | -- | -- | -- | -- | --- | -- | ---- |
|  | 1.   | Barcellona          | 85 | 30 | 28 | 1  | 1  | 118 | 10 | +108 |
|  | 2.   | Real Madrid         | 75 | 30 | 24 | 3  | 3  | 80  | 25 | +55  |
|  | 3.   | Levante             | 66 | 30 | 21 | 3  | 6  | 80  | 34 | +46  |
|  | 4.   | Atlético Madrid     | 57 | 30 | 16 | 9  | 5  | 54  | 35 | +19  |
|  | 5.   | Madrid CFF          | 56 | 30 | 17 | 5  | 8  | 65  | 48 | +17  |
|  | 6.   | Granadilla Tenerife | 40 | 30 | 11 | 7  | 12 | 35  | 44 | -9   |
|  | 7.   | Siviglia            | 40 | 30 | 10 | 10 | 10 | 45  | 44 | +1   |
|  | 8.   | Real Sociedad       | 39 | 30 | 10 | 9  | 11 | 54  | 50 | +4   |
|  | 9.   | Valencia            | 37 | 30 | 11 | 4  | 15 | 36  | 55 | -19  |
|  | 10.  | Athletic Bilbao     | 35 | 30 | 10 | 5  | 15 | 34  | 44 | -10  |
|  | 11.  | Levante Badalona    | 26 | 30 | 6  | 8  | 16 | 24  | 61 | -37  |
|  | 12.  | Betis               | 25 | 30 | 6  | 7  | 17 | 26  | 62 | -36  |
|  | 13.  | Huelva              | 25 | 30 | 6  | 7  | 17 | 24  | 54 | -30  |
|  | 14.  | Villarreal          | 23 | 30 | 5  | 8  | 17 | 27  | 65 | -38  |
|  | 15.  | Alhama              | 21 | 30 | 5  | 6  | 19 | 24  | 57 | -33  |
|  | 16.  | Alavés              | 21 | 30 | 5  | 6  | 19 | 35  | 73 | -38  |

Legenda:
      Campione di Spagna, ammessa alla UEFA Women's Champions League 2023-2024.
      Ammessa alla UEFA Women's Champions League 2023-2024.
      Retrocesse in Segunda División 2023-2024.
Regolamento:
Tre punti a vittoria, uno a pareggio, zero a sconfitta.

## Risultati

### Tabellone
|                    | Ala  | Alh  | Ath  | Atl  | Bar  | Bet  | GTe  | Hue  | Lev  | LLP  | Mad  | ReM  | ReS  | Siv  | Val  | Vil  |
| ------------------ | ---- | ---- | ---- | ---- | ---- | ---- | ---- | ---- | ---- | ---- | ---- | ---- | ---- | ---- | ---- | ---- |
| Alavés             | –––– | 1-1  | 1-1  | 1-2  | 0-4  | 3-1  | 1-1  | 2-1  | 0-2  | 1-0  | 1-2  | 1-3  | 1-5  | 2-0  | 4-1  | 0-4  |
| Alhama             | 3-1  | –––– | 2-1  | 1-3  | 0-2  | 0-2  | 1-0  | 0-0  | 2-3  | 0-0  | 0-3  | 1-5  | 1-1  | 0-0  | 0-1  | 0-1  |
| Athletic Bilbao    | 1-0  | 1-0  | –––– | 1-4  | 0-3  | 2-0  | 0-1  | 3-0  | 0-3  | 2-0  | 0-2  | 0-3  | 1-3  | 1-1  | 0-2  | 1-1  |
| Atlético Madrid    | 1-0  | 1-0  | 1-0  | –––– | 1-6  | 2-1  | 4-0  | 5-0  | 2-1  | 0-1  | 1-1  | 0-0  | 1-1  | 1-1  | 6-2  | 2-2  |
| Barcellona         | 8-0  | 4-0  | 3-0  | 4-0  | –––– | 7-0  | 2-0  | 3-0  | 2-1  | 7-0  | 7-0  | 1-0  | 2-1  | 4-0  | 5-1  | 5-0  |
| Betis              | 1-1  | 1-2  | 1-0  | 1-1  | 0-3  | –––– | 1-2  | 0-0  | 0-7  | 1-2  | 1-3  | 1-3  | 0-0  | 3-0  | 0-1  | 1-1  |
| G. Tenerife        | 1-1  | 0-0  | 0-2  | 1-1  | 0-6  | 0-2  | –––– | 2-0  | 0-1  | 0-1  | 5-2  | 2-3  | 2-1  | 3-1  | 1-0  | 2-0  |
| Huelva             | 2-2  | 1-0  | 2-3  | 1-3  | 0-3  | 0-1  | 2-2  | –––– | 0-3  | 2-0  | 2-2  | 0-1  | 0-2  | 1-1  | 0-0  | 1-1  |
| Levante            | 2-1  | 3-1  | 2-0  | 2-1  | 0-4  | 4-0  | 2-0  | 3-0  | –––– | 5-0  | 2-1  | 2-2  | 4-1  | 5-1  | 1-1  | 3-1  |
| Levante Las Planas | 1-0  | 3-1  | 0-1  | 1-2  | 0-4  | 2-2  | 2-3  | 1-2  | 1-1  | –––– | 2-2  | 1-4  | 1-0  | 1-1  | 0-3  | 2-2  |
| Madrid CFF         | 5-1  | 6-2  | 3-2  | 2-2  | 2-1  | 4-0  | 2-0  | 2-3  | 1-0  | 3-1  | –––– | 0-4  | 2-2  | 0-0  | 3-1  | 1-2  |
| Real Madrid        | 7-1  | 5-1  | 2-1  | 1-0  | 0-4  | 4-0  | 0-1  | 1-0  | 3-2  | 3-0  | 3-2  | –––– | 4-1  | 2-0  | 2-0  | 2-1  |
| Real Sociedad      | 6-5  | 2-1  | 1-1  | 1-2  | 2-5  | 2-2  | 1-1  | 4-0  | 3-4  | 3-0  | 0-2  | 1-1  | –––– | 0-3  | 4-0  | 2-0  |
| Siviglia           | 4-2  | 2-0  | 1-1  | 1-3  | 1-1  | 3-0  | 2-2  | 1-0  | 2-4  | 5-0  | 4-2  | 0-2  | 2-2  | –––– | 2-0  | 1-0  |
| Valencia           | 2-1  | 1-3  | 1-2  | 0-1  | 0-4  | 3-0  | 2-1  | 1-2  | 4-2  | 1-1  | 0-2  | 1-6  | 2-1  | 2-0  | –––– | 2-0  |
| Villarreal         | 1-0  | 3-1  | 1-6  | 1-1  | 1-4  | 0-3  | 1-2  | 2-3  | 0-6  | 0-0  | 0-3  | 0-4  | 0-1  | 0-5  | 1-1  | –––– |

## Statistiche

### Classifica marcatrici
| Gol |  |  | Giocatore              | Squadra            |
| --- |  |  | ---------------------- | ------------------ |
| 27  |  |  | Alba Redondo           | Levante            |
| 25  |  |  | Racheal Kundananji     | Madrid CFF         |
| 21  |  |  | Asisat Oshoala         | Barcellona         |
| 19  |  |  | Caroline Weir          | Real Madrid        |
| 16  |  |  | Esther González        | Real Madrid        |
| 14  |  |  | Mayra Ramírez          | Levante            |
| 13  |  |  | Sheila Guijarro        | Villareal          |
| 12  |  |  | Tatiana Pinto          | Levante            |
| 12  |  |  | Cristina Martín-Prieto | Siviglia           |
| 12  |  |  | Amaiur Sarriegi        | Real Sociedad      |
| 12  |  |  | Irina Uribe            | Levante Las Planas |
| 11  |  |  | Caroline Graham Hansen | Barcellona         |
| 11  |  |  | Salma Paralluelo       | Barcellona         |
| 10  |  |  | Synne Jensen           | Real Sociedad      |
| 10  |  |  | Claudia Pina           | Barcellona         |